# Amt Steinbach (Baden)

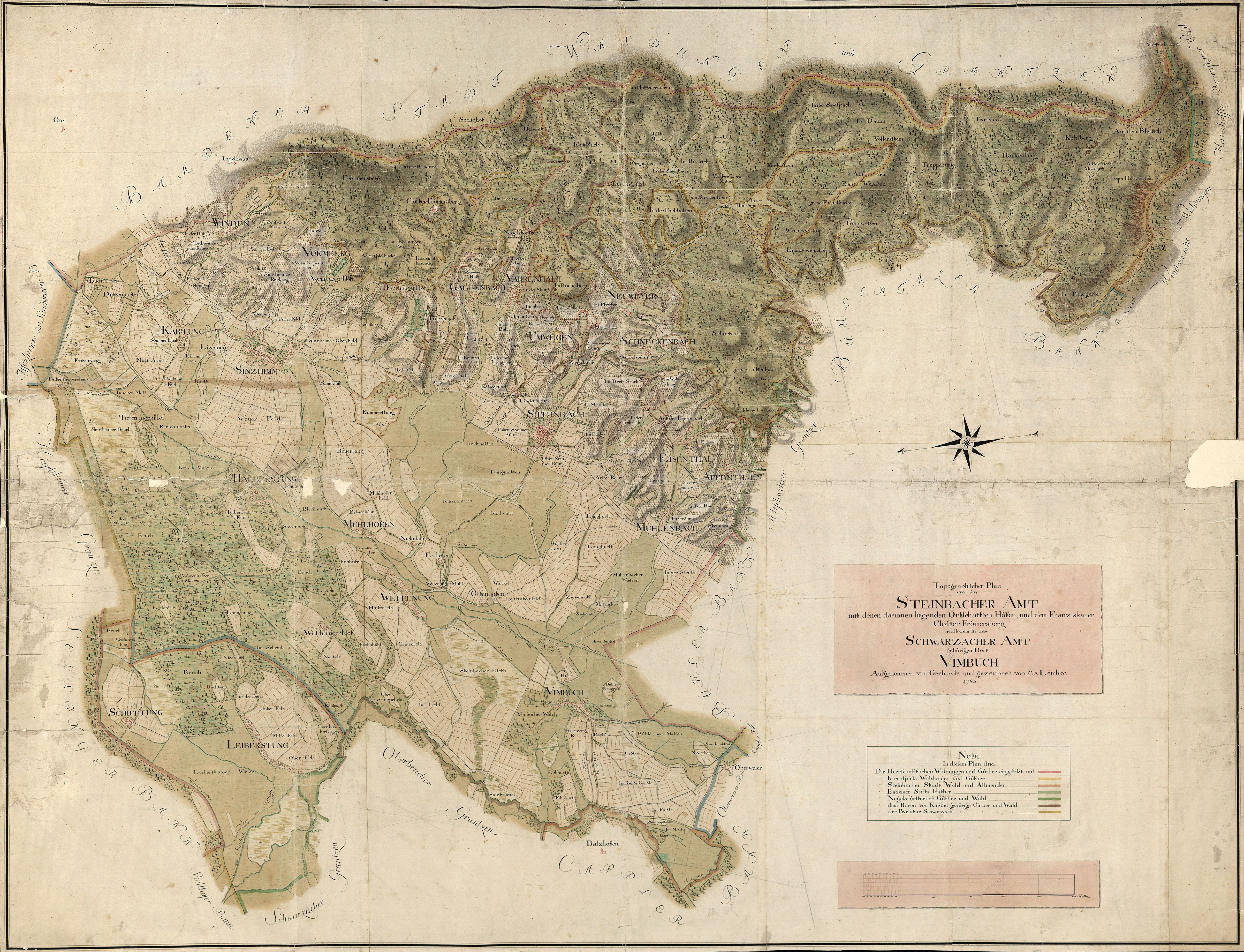
Plan des Amtes Steinbach, 1784.

Das Amt Steinbach war mindestens seit dem 15. Jahrhundert mit Unterbrechungen bis 1819 ein Amt in Baden.

## Geschichte
Wann genau das Amt Steinbach errichtet wurde, ist unklar. Der Amtssitz Steinbach gehörte seit mindestens 1258 zu Baden, das dortige Amtshaus wurde erstmals 1452 erwähnt. Das Amt wurde 1788 erstmals aufgelöst und mit den Ämtern Bühl und Stollhofen dem neu gegründeten Amt Yberg zugeschlagen. 1807 (bis 1809) und 1813 wurde es als landesherrliches Amt wieder errichtet, bis es 1819 endgültig aufgelöst wurde.

## Einteilung

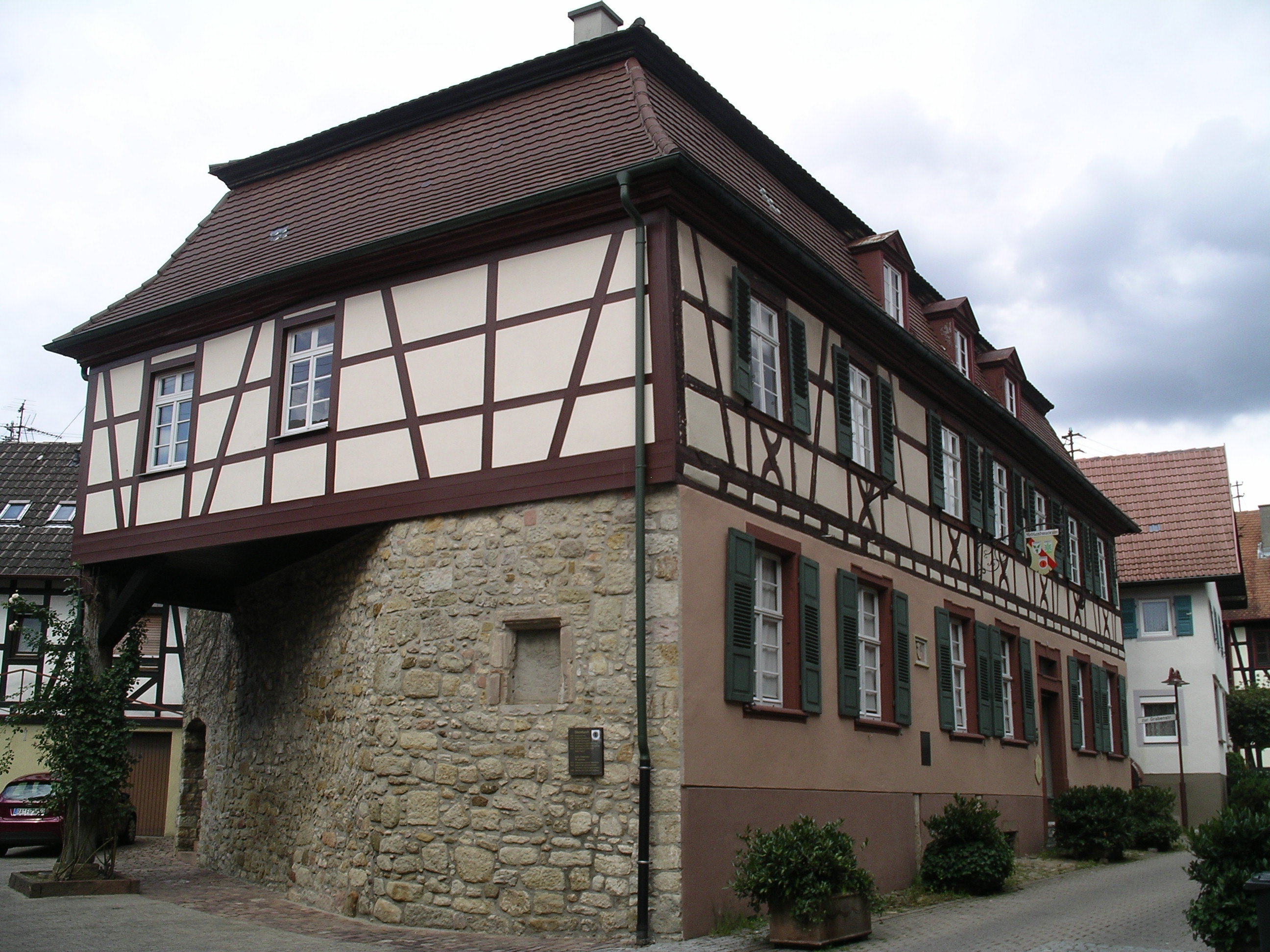
Altes Amtshaus in Steinbach, Neubau 1700, heute Sitz des Heimatmuseums.

Ende des 18. Jahrhunderts bestand das Amt Steinbach aus den Stäben Sinzheim und Steinbach sowie dem Ort Leiberstung. Der Stab Sinzheim umfasste die Orte Halberstung, Kartung, Müllhofen, Schiftung, Sinzheim, Vormberg und Winden. Der Stab Steinbach bestand aus den Orten Affental, Eisental, Etzenhofen, Gallenbach, Müllenbach, Neuweier, Schneckenbach, Steinbach, Umweg, Varnhalt, Weitenung und Witstung.